# لنینگراد (جماعت)
لنینگراد جماعت و شهرکی در جنوب غربی کشور تاجیکستان است که در ناحیهٔ مؤمن‌آباد ولایت ختلان قرار دارد. جمعیت این جماعت ۱۱٬۱۳۱ است.